# Pyramidops biseriata
Pyramidops biseriata is een hooiwagen uit de familie Pyramidopidae.